# Palacios del Sil
Palacios del Sil est une commune d'Espagne dans la province de León, communauté autonome de Castille-et-León. Elle s'étend sur 181,4 km2 et comptait environ 1 090 habitants en 2015.